# Verbascum levanticum
Verbascum levanticum är en flenörtsväxtart som beskrevs av I. K. Ferguson. Verbascum levanticum ingår i släktet kungsljus, och familjen flenörtsväxter. Inga underarter finns listade i Catalogue of Life.